# Brottscentralen
Brottscentralen är ett svenskt direktsänt-kriminalprogram där man tar upp aktuella brott med Lennart Ekdal, Lisah Silfwer och Thabo Motsieloa. Programmet hade premiär på Aftonbladet TV i september 2013. Mellan hösten 2015 och 2016 sänds programmet också på Investigation Discovery. 2017 flyttade programmet från Aftonbladet till Expressen TV.